# Белка (приток Пиузы)
Белка (в Эстонии известна также как Пелска, эст. Pelska jõgi) — небольшая река в Печорском районе Псковской области и уезде Вырумаа в Эстонии. Один из правых притоков реки Пиуза (Пимжа), бассейн Псковского озера. Длина реки достигает 25 км; из которых в Псковской области 23 км, в Эстонии 2 км (низовья и устье). Площадь водосборного бассейна 85,2 км² (по данным 1985 года), затем они однако были снижены до более реалистичных 14,9 км² в 1998 году. Питание снеговое, дождевое, подземное. Берёт начало на возвышенности у деревни Аристово, далее течёт на север и северо-запад. Впадает в Пиузу на уровне около 44 м выше уровня моря на эстонской территории, в деревне Вымморски. Река Белка входит в эстонский список мест нереста лосося, речной форели, и морской форели (RTL 2004, 87 1362). На реке расположена деревня Тивиково. Крупнейший правый приток — Веребковский ручей. Слева впадают ручьи Мустоя и Хельби. В реке водится обыкновенный подкаменщик (Cottus gobio).